# 李希梅尔
李希梅尔（/ˈrɪsɪmər/ RISS-im-ər, 拉丁語：[ˈrɪkɪmɛr]; 约418年－472年8月19日），或译里西梅尔、里西默，是一位日耳曼裔罗马将领。除去与安特米乌斯争夺权力的小插曲，李希梅尔自461年起有效统治着西罗马帝国的残余领土直至472年去世。他的权力来自于其所担任的全军统帅职务，并通过操纵傀儡皇帝来行使政治权力。
由于李希梅尔的军事独裁和对帝国的实际控制，一些历史学家认为他是罗马以前的全军统帅（如汪达尔人斯提里科）与后来的日耳曼裔意大利王奥多亚塞之间承上启下的过渡人物。

## 亲族血脉
李希梅尔的出生时间不详，一些学者认为是晚至约430年代初，但这意味着他年纪轻轻便已大权在握，因此约418年的说法可能更为可信。他父母的名字同样不详，在468年诗人希多尼乌斯·阿波利纳里斯对安特米乌斯皇帝的颂歌中称李希梅尔的父亲是苏维汇人，母亲是西哥特人，并指出他的外祖父是西哥特国王瓦利亚（418年去世）。有人认为他的父亲是死于429年的苏维汇将领赫尔米伽里乌斯，或418年左右苏维汇国王赫麦里克的儿子之一。
据推测，李希梅尔是哥特和苏维汇的两个当权家族联姻产生的后代，这一联姻可能发生在431年，但更可能发生在瓦利亚去世的418年。瓦利亚的继任者并非其近亲，可能会对其家人怀有敌意，由于进入西部帝国军队服役是“蛮族领袖地位争夺失败者”的常见选择，李希梅尔的家人可能这时进入罗马军队服役。
李希梅尔的妹妹后来嫁给了勃艮第国王贡狄奥克。

## 掌权之路
据希多尼乌斯·阿波利纳里斯记载，李希梅尔服役于全军统帅埃提乌斯军中，并结识同在此服役的内卫军统领（comes domesticorum）马约里安。
在454、455两年发生的一系列事件后，西罗马帝国出现了权力真空。皇帝瓦伦丁尼安三世杀死了全军统帅（magister utriusque militiae）埃提乌斯，之后自己也被杀害。随后，元老佩特罗尼乌斯·马克西穆斯自立为帝，但他也在455年汪达尔人洗劫罗马前夕被市民所杀。汪达尔人洗劫罗马后，西哥特国王狄奥多里克二世拥立高卢的罗马军队指挥官阿维图斯为帝。为回报西哥特的支持，阿维图斯允许西哥特进入苏维汇控制的希斯帕尼亚。狄奥多里克欣然接受，并派出军队进军罗马护送阿维图斯确保皇位。阿维图斯任命西哥特人雷米斯图斯为全军统帅——这一职务自埃提乌斯死后便一直空缺。
在阿维图斯抵达罗马后，马约里安虽不情愿，但还是选择支持新皇帝。阿维图斯随后任命李希梅尔为帝国随从官（comes）——一个显赫的军事职位。但在此时，西部帝国的领土仅包括意大利半岛与高卢南部部分地区，相比前一个世纪缩水明显。
李希梅尔自他可用的日耳曼佣兵中组建了陆军与海军，并开始打击与帝国敌对的蛮族。在456年李希梅尔取得了第一场大胜：在阿格里真托之战和科西嘉之战中大败汪达尔人。普利斯库斯记载阿维图斯派李希梅尔前往西西里进攻汪达尔人，海达修斯记载他在科西嘉附近击败了汪达尔人。
李希梅尔利用其在军队中的地位协助同僚马约里安密谋反对尚未得到东罗马帝国马尔西安承认的阿维图斯。二人成功说服元老院授权他们进攻在帝国首都拉文纳站稳脚跟的阿维图斯，并击败了由全军统帅瑞米斯图斯统领的皇帝军。雷米斯图斯于456年9月17日在拉文纳郊外的克拉西斯宫（Classis）被处决，阿维图斯则逃往高卢寻求追随者及西哥特的支持并募兵。一个月后的10月16日，阿维图斯率军回击，但在皮亚琴察被李希梅尔惨败。皇帝被俘且被迫退位成为皮亚琴察主教，后来被杀。面对西部帝位空悬，新任东部皇帝利奥一世于457年授予李希梅尔勋贵头衔并提拔为全军统帅。在西部无帝的情况下，利奥希望利用李希梅尔控制西部政局。

## 全军统帅生涯

### 马约里安时期（457-461）
作为一个信仰阿里乌派的日耳曼人，李希梅尔没有资格染指皇位，但他通过自己全军统帅的职权影响着占据了高卢、希斯帕尼亚和阿非利加的日耳曼诸部落。李希梅尔此时有两个选择：销毁西部的帝位并作为利奥的官方代表统治西罗马，或是通过傀儡皇帝来控制朝局。虽然他希望选择前者，但罗马贵族们并不同意，因此李希梅尔不得不立一位傀儡皇帝。
由于西部帝位空悬，阿勒曼尼人开始入侵。他们自雷蒂亚出发进入意大利，到达马焦雷湖。马约里安率领野战军北进击败了入侵者。457年4月1日，马约里安被军队拥立为皇帝。李希梅尔意识到马约里安可以作为他的傀儡，因此劝说利奥同意了马约里安称帝的安排。
虽然李希梅尔期待能控制住自己的朋友，但马约里安证明了自己是个优秀的统治者，并很快与李希梅尔保持距离。马约里安颇具军事才能，他重新征服了高卢，且向希斯帕尼亚进军，制服了西哥特人并让他们恢复到阿维图斯之前的同盟者地位。他的行动极大地提升了他在元老院和军队的地位。之后马约里安在希斯帕尼亚谋划进攻盖萨里克统治的汪达尔人。
马约里安在今日西班牙的瓦伦西亚附近被盖萨里克击败，而李希梅尔在皇帝远征期间成功说服元老院反对皇帝。失去军队的马约里安返回意大利时，在托尔托纳被李希梅尔率领一支小队逮捕。461年8月3日，马约里安被废黜，李希梅尔对他酷刑折磨，并在8月7日将他斩首处决。

### 利比乌斯·赛维鲁斯时期（461-465）
李希梅尔谋杀马约里安的行为让军队十分不满，高卢统帅埃吉狄乌斯与达尔马提亚统帅马塞利努斯纷纷脱离帝国权威而自立，与李希梅尔公开敌对且不承认其地位。李希梅尔在皇帝空缺的情况下统治了西部三个月。面对着来自元老院与意大利贵族的压力，李希梅尔将名不见经传的元老利比乌斯·塞维鲁斯推上皇位。虽然塞维鲁斯得到了元老院的认可，但东部皇帝利奥拒绝承认他。即使与将军们敌对，通过操纵傀儡塞维鲁斯，李希梅尔仍是罗马的主人。
在塞维鲁斯“统治”期间，李希梅尔面临着汪达尔人的军事威胁与东部帝国的政治敌对。自455年瓦伦丁尼安三世被杀以来，汪达尔人不断劫掠意大利海岸，沉重打击了意大利的经济。同时，利奥拒不承认塞维鲁斯，因此也不会为西部政府提供援助。君士坦丁堡于462年与盖萨里克和解，但也不会调停汪达尔对意大利的劫掠。面临着税收减少以及大多军队隶属反对者的情况，李希梅尔必须寻求东部的援助。因此，虽然塞维鲁斯是个温驯的傀儡，但却成为了李希梅尔权力的阻碍。塞维鲁斯于465年去世，据卡西奥多罗斯记载，他可能被李希梅尔毒死。在帝位空缺情况下，李希梅尔继续统治西部十八个月，等待着利奥任命新的皇帝。

### 安特米乌斯时期（467-472）
汪达尔人将皇帝的空缺视作影响帝国政治的好机会，盖萨里克支持奥利布里乌斯担任皇帝，因为双方有家族关系：奥利布里乌斯与胡内里克（盖萨里克之子）均是瓦伦丁尼安三世的女婿。一旦奥利布里乌斯登上帝位，盖萨里克也将开始取代李希梅尔成为西部帝国的幕后掌权者。汪达尔人开始将对意大利和西西里的攻击扩展到东部帝国的领土，劫掠伊利里库姆、伯罗奔尼撒及其它希腊地区以向利奥施压。
467年，面对着日益严重的劫掠，利奥任命伊利里亚军队统帅安特米乌斯为西部皇帝，并派他与一支由此前反抗李希梅尔的达尔马提亚统帅马塞利努斯率领的军队前往意大利。安特米乌斯此行是为了确保西部帝位并自汪达尔人手中收复北非。李希梅尔最初一定认为安特米乌斯的任命破坏了他的地位。与利比乌斯·塞维鲁斯不同，安特米乌斯历经沙场，且与狄奥多西家族有血脉联系。但李希梅尔迫切需要东部帝国的支持，被迫接受了他。为了巩固与新皇帝的关系，李希梅尔迎娶了安特米乌斯之女阿里皮娅，并与安特米乌斯和平共处了一段时间。
登基不久后，安特米乌斯就授予马塞里努斯勋贵头衔，以制衡李希梅尔的权威。在东部帝国，有多名全军统帅十分常见，但在西部，这一职位只有一人已是惯例。安特米乌斯可能希望借助自己的经验，通过引入东部的人事结构、任命忠诚的马塞里努斯与李希梅尔相互制衡，以便如东罗马皇帝一样稳固统治。利奥和安特米乌斯都认识到了在有一个不受制衡的全军统帅的情况下保持对西部军队控制的困难。
468年，利奥组织了一场针对北非汪达尔人的大规模战争，东西部都为此投入了大量力量。色雷斯主帅、利奥的内兄弟巴西利斯库斯被任命为此次联合行动的最高指挥官，马塞里努斯则负责指挥西部军队。按照计划，大军将兵分三路，分别由巴西利斯库斯、马塞里努斯和埃及督军希拉克略率领。 巴西利斯库斯将率主力（由一千余艘船组成的舰队运送）在距迦太基一定距离处登陆，与自的黎波里塔尼亚推进的希拉克略会和。马塞里努斯负责保卫西西里与撒丁尼亚，之后再前往迦太基。在马塞里努斯的总体指挥下，李希梅尔率领着远征中相当一部分西部军队，但其举动却让人怀疑他是否暗中期待着远征失败。最终在灾难性的邦角海战中，远征舰队几乎全军覆没。马塞里努斯也在西西里被部下所杀（可能是由于李希梅尔的怂恿）。
联合远征的失败让东西帝国的财政面临严重困难，军事实力也大打折扣。西哥特人听闻了惨败的消息，重新开始了进攻西部帝国的扩张行动，汪达尔人也继续掠夺意大利。此外，随着马塞里努斯被杀，李希梅尔再度成为了西部的唯一全军统帅。马塞里努斯一直是安特米乌斯最宠信的将军之一，他的死扩大了皇帝与李希梅尔关系的裂痕。转折点发生在470年对执事官罗曼努斯的审判中。罗曼努斯是李希梅尔的支持者，而皇帝指控他叛国并将他处死。
罗曼努斯被安特米乌斯所杀后，李希梅尔率数千士兵出走墨狄奥拉农。两人之间的关系空前紧张，以致于米兰主教埃皮法尼乌斯不得不出面调解和谈。
虽然主教尽力斡旋，但李希梅尔与安特米乌斯的公开战争还是在472年爆发。李希梅尔率领他的蛮族雇佣军（包括奥多亚塞的部队）向罗马进军。面对围困，安特米乌斯躲入圣伯多禄大教堂避难。利奥派遣奥利布里乌斯来调停李希梅尔与安特米乌斯之间的战争，但据约翰·马拉拉斯记载，利奥同时向安特米乌斯送出密信要求他杀死奥利布里乌斯。李希梅尔截获了密信，展示给奥利布里乌斯并将他拥立为皇帝。
围攻持续了五个月，李希梅尔最终进入了城市，并阻隔了帕拉蒂尼山上的皇帝支持者自台伯河的港口获取物资，让他们面临饥饿。双方都在争取高卢野战军的支持，而勃艮第裔的高卢将军贡多巴德选择了支持他的舅舅李希梅尔。
安特米乌斯坚守不出，直到他的支持者们纷纷弃他而去。皇帝化装成乞丐试图逃离城市，但在台伯河西玛丽亚教堂被捕，并在472年7月11日被斩首。随后李希梅尔立他和盖萨里克都青睐的皇位候选人奥利布里乌斯为帝。

## 去世
李希梅尔的统治持续到472年8月19日——安特米乌斯被废黜六周后，他也吐血身亡。 他的勋贵头衔和军职由他的外甥贡多巴德继承。
缺少了强力人物后，西罗马帝位更替更加迅速，没有一个皇帝能巩固权位。西罗马帝国的世系于476年（罗穆路斯·奥古斯都被奥多亚塞废黜）或480年（尼波斯被杀）而告终。东部的君士坦丁堡成为了唯一的皇权中心。

## 戏剧形象
李希梅尔的生平在17至18世纪常被用作歌剧剧本，并以罗曼蒂克与政治阴谋加以修饰。 

## 脚注
1. ↑  Michael Frassetto, "Encyclopedia of Barbarian Europe, Society in Transformation", p. 305; Cambridge Medieval History, vol. 1 (1967:420ff.
2. ↑  J. B. Bury, History of the Later Roman Empire (London: Macmillan, 1889), vol. 1 p. 241
3. 1 2  Andrew Gillett, "The Birth of Ricimer" （页面存档备份，存于）, Historia: Zeitschrift für Alte Geschichte, 44, 3 (1995), pp. 380–84.
4. ↑  Sister: Herwig Wolfram, History of the Goths, (1979) 1988:33, following Martindale, Prosopography, 2:524f; daughter: Wolfram 1988:202.
5. ↑  Sidonius, Carmen V, 266-268; translated by W. B. Anderson, Sidonius: Poems and Letters (Harvard: Loeb Classical Library, 1980), vol. 1 p. 83
6. ↑  Priscus, fragment 24; translated by C.D. Gordon, The Age of Attila: Fifth Century Byzantium and the Barbarians (Ann Arbor: University of Michigan, 1966), p. 115. Bury, History of the Later Roman Empire, vol. 1 p. 236
7. ↑  John of Antioch, fragment 202; translated by C.D. Gordon, Age of Attila, p. 116
8. ↑  Sidonius, Carmina; Letters. Translation: Anderson, W.B., Sidonius. Poems and Letters, 2 vols. (Loeb, 1936–1965)
9. ↑  Priscus, fragment 27, John of Antioch, fragment 203; both translated by C. D. Gordon, Age of Attila, pp. 116f
10. ↑  Cassiodrus, Chronicle, 1280, quoted in Oost, "D. N. Libivs Severvs P. F. AVGA", Classical Philology （页面存档备份，存于）, 65 (1970), p. 229
11. ↑  .   [2021-11-20]. （原始内容存档于2009-06-28）.
12. 1 2  Hussey (1967), p. 426
13. ↑  Stephen Williams and Gerard Friell, The Rome That Did Not Fall: Survival of the East in the fifth century, pp 178
14. ↑  Cassiodorus, Chronicon, 1289; Paul the Deacon, Historia Romana, xv.2; John of Antioch, fragments 209.1–2, 207, translated by C.D. Gordon, The Age of Attila (Ann Arbor: University of Michigan, 1966), pp. 122f
15. ↑  Related in Ennodius, Vita Epifanius, 51-75; translated in Sr. Genevieve Marie Cook, The Life of Saint Epiphanius by Ennodius: A translation with an introduction and commentary (Washington: Catholic University of America, 1942), pp. 53-63.
16. ↑  John Malalas, Chronographica, 373–374.
17. ↑  John of Antioch, fragment 209.1–2; translated by C.D. Gordon, The Age of Attila, pp. 122f
18. ↑  John of Antioch, fragment 209, translated by C.D Gordon, Age of Attila, pp. 122f
19. ↑  Cassiodorus, Chronica 472 AD （页面存档备份，存于）: "post XL dies defunctus est. Olybrius autem VII imperii mense vitam peregit." Between 11 July and 19 August there were exactly 40 days using inclusive counting.
20. ↑  Paschale campanum 473: "moritur Ricimer XIIII kal. Septem." (19 August)
21. ↑  Fasti vindobonenses priores 472: "est Ricimer XV kl. Septemb." (18 August, probably "XIV" is intended)

## 延伸阅读
- Friedrich Anders: Flavius Ricimer: Macht und Ohnmacht des weströmischen Heermeisters in der zweiten Hälfte des 5. Jahrhunderts. Frankfurt a. M. 2010.
- John B. Bury: History of the Later Roman Empire. From the death of Theodosius I. to the death of Justinian. Vol. 1, New York, 1923.
- Max Flomen: The Original Godfather. Ricimer and the Fall of Rome. In: Hirundo 8, 2009, pp. 9ff.
- Andrew Gillett, "The Birth of Ricimer," Historia 44, 1995, pp. 380ff.
- Penny MacGeorge: Late Roman Warlords. Oxford 2002, pp. 167ff.
- John M. O'Flynn: Generalissimos of the Western Roman Empire. Edmonton 1983.
- Guy Lacam: Ricimer. Un Barbare au service de Rome. Paris 1986.
- Julian Reynolds. "Defending Rome: The Masters of the Soldiers" Xlibris 2012.[自述来源]
- L. Robert Scott: Antibarbarian Sentiment and the "Barbarian" General in Roman Imperial Service: The Case of Ricimer. In: J. Harmatta (ed.): Proceedings of the 7th Congress of the International Federation of the Societies of Classical Studies Bd. 2, Budapest 1984, pp. 23ff.

| 官衔                                     | 官衔                                                                                     | 官衔                                                 |
| ---------------------------------------- | ---------------------------------------------------------------------------------------- | ---------------------------------------------------- |
| 前任者： 马约里安·奥古斯都 利奥·奥古斯都 | 罗马帝国执政官 459 與帕特里克斯同時在任                                                  | 繼任者： 弗拉维乌斯·马格努斯 弗拉维乌斯·阿波利纳里斯 |
| 军职                                     |                                                                                          |                                                      |
| 前任者： 米赛亚努斯 456                  | 西罗马帝国全军统帅 magister utriusque militiae 457年—472年 与马塞利努斯同时在任（468年） | 繼任者： 贡多巴德                                    |